# Spalding (przedsiębiorstwo)
Spalding – amerykańskie przedsiębiorstwo produkujące sprzęt sportowy, głównie piłki. Zostało założone przez Alberta Spaldinga w Chicago w 1876 roku. Firma Spalding kojarzona jest głównie z piłkami do koszykówki, jednak produkuje także piłki do innych sportów, takich jak: piłka nożna, baseball, siatkówka, futbol amerykański, czy softball, a także wiele różnych akcesoriów.

## Historia

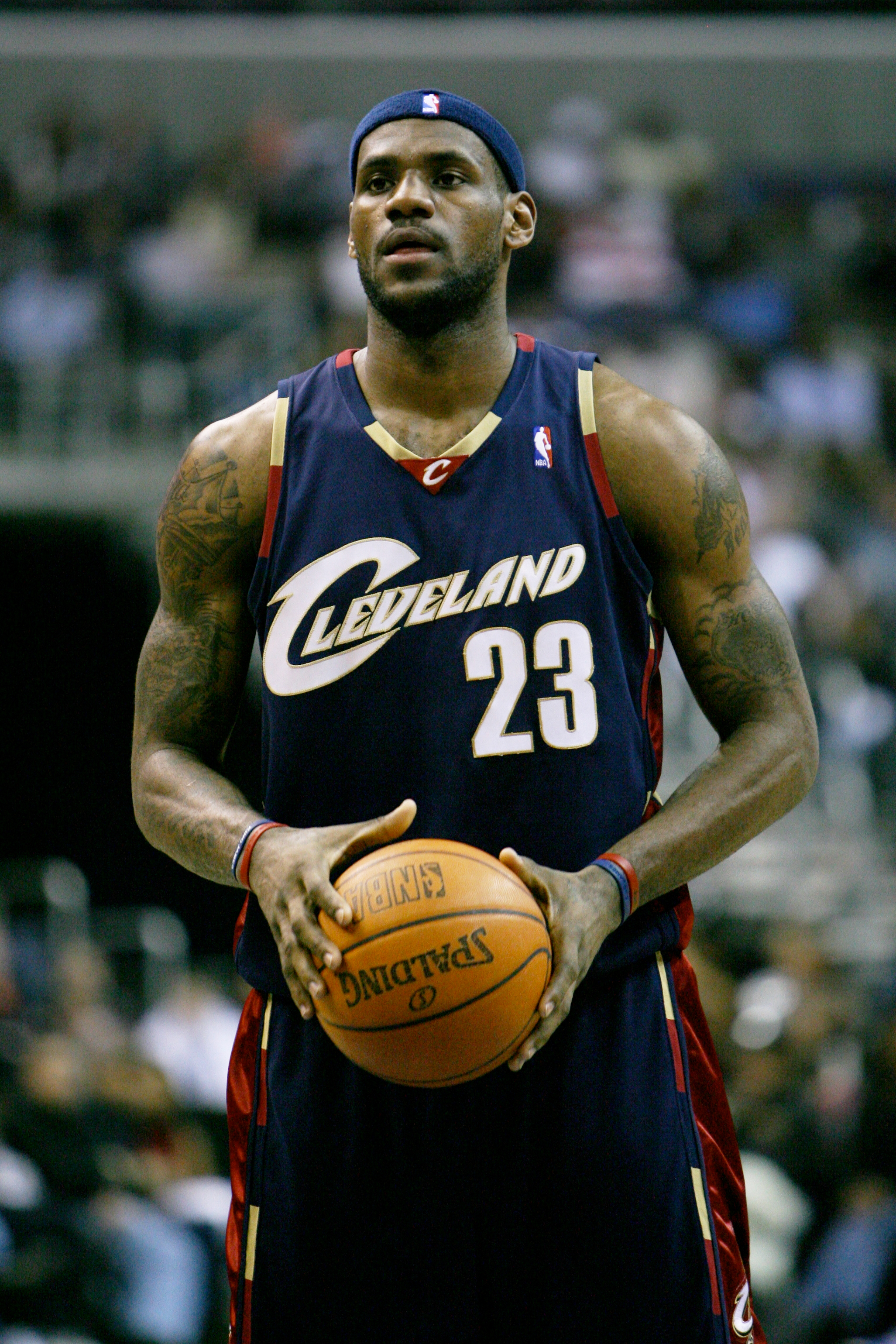
LeBron James z piłką Spalding

Albert Spalding, założyciel firmy, był baseballistą i początkowo jego firma zajmowała się produkcją sprzętu właśnie do tego sportu. W 1894 została wyprodukowana pierwsza piłka do gry w koszykówkę firmy Spalding.
Od 1983 r. do końca sezonu 2020/21 Spalding był oficjalnym dostawcą piłek ligi NBA. Dostarczał także piłki do kobiecej ligi – WNBA. W 2003 firma stała się częścią Russell Brands.
Obecnie Spalding jest jednym z największych producentów piłek do koszykówki na świecie.